# سوت ارویل (کالیفرنیا)
سوت ارویل (به انگلیسی: South Oroville) یک منطقهٔ مسکونی در ایالات متحده آمریکا است که در شهرستان بیوت، کالیفرنیا واقع شده‌است. سوت ارویل ۷٫۶۷۸ کیلومتر مربع مساحت و ۵٬۷۴۲ نفر جمعیت دارد و ۵۷ متر بالاتر از سطح دریا واقع شده‌است.